# Héctor Escorihuela Almudéver
Héctor Escorihuela Almudéver   (Alcàsser, 14 d'octubre de 1978) és un ex-pilot de trial valencià que destacà en competicions estatals al tombant de la dècada del 1990. Al llarg de la seva carrera va guanyar dos campionats d'Espanya de trial en categoria Sènior B (1996 i 2001) i diversos campionats del País Valencià. Escorihuela es mantingué en actiu en competició fins a ben entrada la dècada del 2000.